# Coxilha Rica

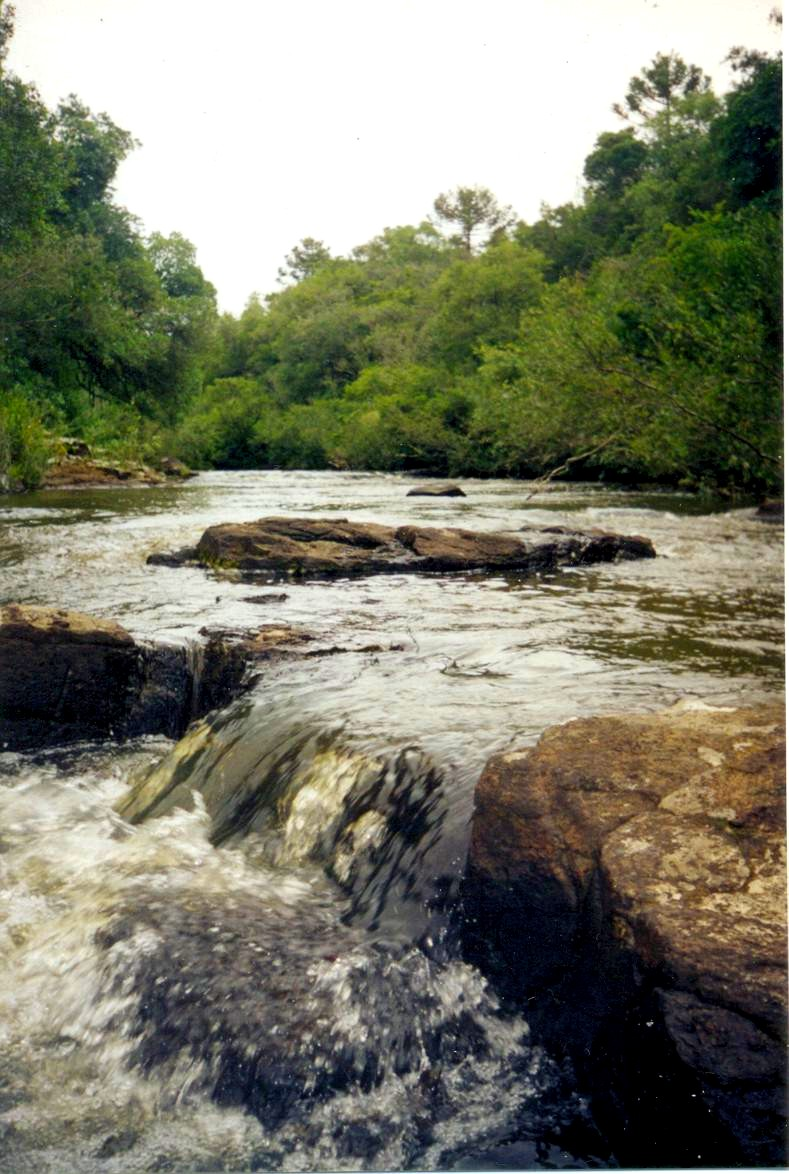
Curso d'água na Coxilha Rica

Coxilha Rica é uma região localizada no município brasileiro de Lages. Da área de Lages (o maior município em extensão do estado de Santa Catarina), a Coxilha Rica percorre cerca de 100 quilômetros quadrados de zona rural em um planalto situado a mais de 1.000 m acima do nível do mar. A vegetação predominante é rasteira, de gramíneas, e onde ocorrem remanescentes de floresta encontra-se a araucária. O nome "coxilha" dá-se ao fato da região ser formada por um vasto terreno ondulado.
Considerada a primeira via terrestre de ligação entre o sul do Brasil e o sudeste do Brasil, o Caminho das Tropas, traçada no século XVIII, abrangia a Coxilha Rica. Passavam pela região tropeiros que levavam gado do Rio Grande do Sul a São Paulo (Sorocaba) e sul de Minas Gerais. Os principais rios que por lá correm são o Pelotas, Pelotinhas, Penteado, Lageado Bonito e o Lava-Tudo. O solo da Coxilha Rica é pouco profundo, pedregoso, não muito fértil e coberto de gramíneas que no inverno ressecam com a geada e com o vento minuano.
As propriedades privadas instaladas na Coxilha Rica são principalmente fazendas destinadas à criação de gado que utilizam-se da pastagem natural; portanto, a principal atividade econômica exercida na Coxilha Rica é a pecuária. Há séculos cria-se gado na região, que concentra a maior variedade de raças bovinas de corte do Brasil. Devido a estas fazendas centenárias e à paisagem natural, a Coxilha Rica é uma região propícia ao turismo rural.